# Kraftwerk Mailiao

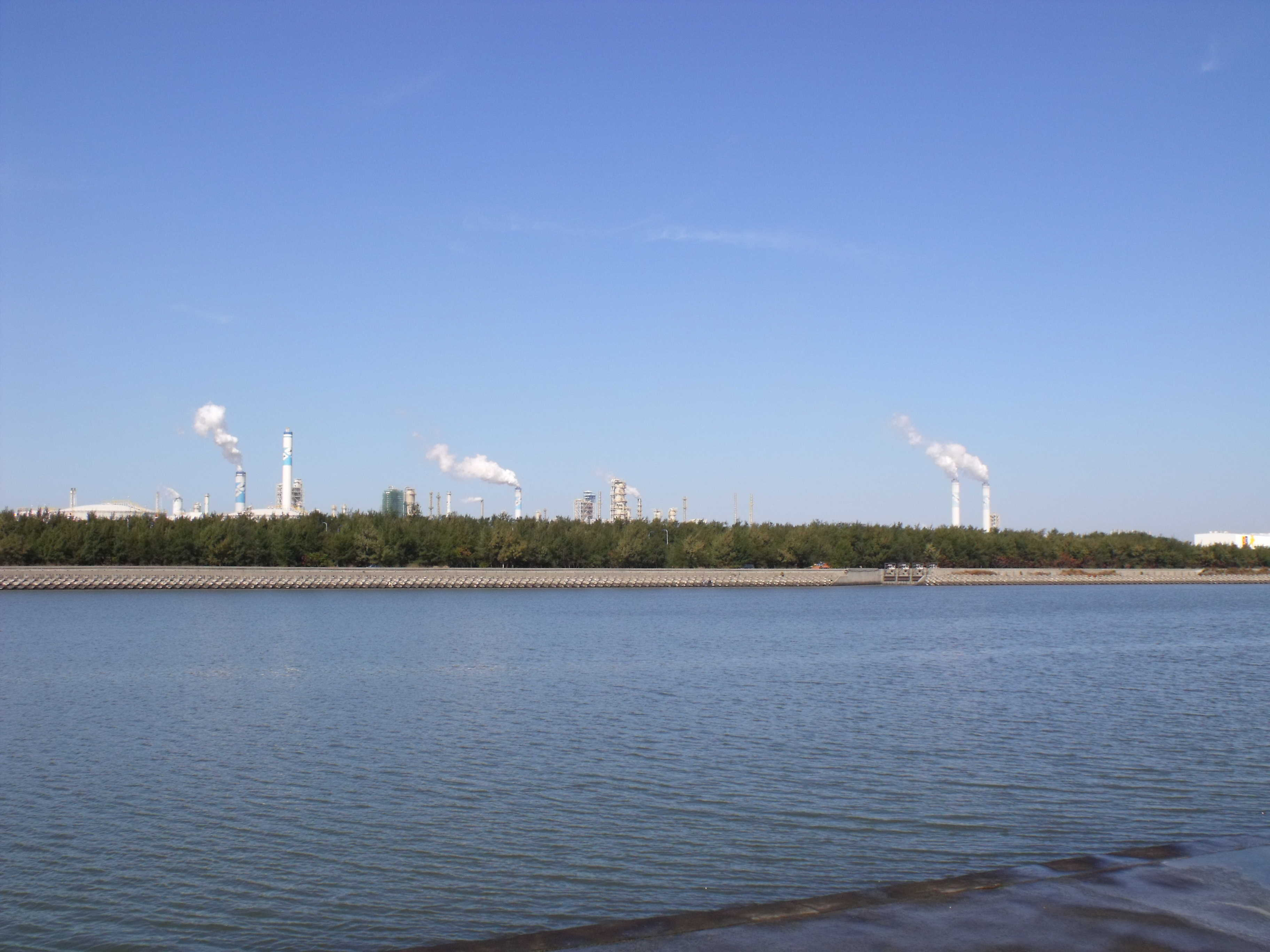
Kraftwerk Mailiao (2010)

Das Kraftwerk Mailiao (麥寮發電廠) ist ein Kohlekraftwerk in Taiwan mit einer installierten Leistung von 4,2 GW (2014). Das Kraftwerk liegt direkt an der Küste am südchinesischen Meer in der Gemeinde Mailiao im Landkreis Yunlin und besteht in Summe aus sieben Kraftwerksblöcken zu je 600 MW und zählt damit zu den größten Kraftwerken in Taiwan.

## Geschichte
Am 12. April 1996 gründeten die vier Chemieunternehmen Formosa Plastics Corporation, Nan-Ta Plastics Corporation, Formosa Chemical-Fiber Corporation und Formosa Petrochemical Corporation das Unternehmen Mai-Liao Power Corporation (麥寮汽電, MPC), das als Betreibergesellschaft des zu errichtenden Kraftwerks dienen sollte. MPC erhielt den Auftrag zur Errichtung eines thermischen Kraftwerks mit einer Kapazität von 1.800 MW in der im Aufbau befindlichen petrochemischen Industriezone von Mailiao. Der erste 600-MW-Kraftwerksblock ging am 1. Juni 1999 in Betrieb, der zweite am 9. September 1999 und der dritte am 23. September 2000.

## Betreiber
Das Kraftwerk befindet sich im Eigentum der Mai-Liao Power Corporation und der Formosa Petrochemical Corporation und war nach der Monopolauflösung der Taiwan Power Company das erste Großkraftwerk in Tawan, welches nicht von der Taiwan Power Company betrieben wurde. Das Kraftwerk dient primär zur Abdeckung der Grundlast, in unmittelbarer Umgebung des Kraftwerkskomplexes befindet sich der Industriepark Mailiao.

## Emissionen
Nach einer Erhebung der Nichtregierungsorganisation Carbon Monitoring for Action (CARMA) im Jahr 2008 stieß das Kraftwerk im Jahr 2007 etwa 39,7 Millionen Tonnen Kohlendioxid aus. Damit lag es auf Platz fünf der weltweit größten CO2-Emittenten (auf Platz 1 lag das Kraftwerk Taichung). Im Jahr 2021 waren es noch 21 Millionen Tonnen Kohlendioxid.